# Kanorado
Kanorado és una població dels Estats Units a l'estat de Kansas. Segons el cens del 2000 tenia 248 habitants.

## Demografia
Segons el cens del 2000, Kanorado tenia 248 habitants, 91 habitatges, i 62 famílies. La densitat de població era de 368,3 habitants/km².
Dels 91 habitatges en un 35,2% hi vivien nens de menys de 18 anys, en un 59,3% hi vivien parelles casades, en un 4,4% dones solteres, i en un 30,8% no eren unitats familiars. En el 26,4% dels habitatges hi vivien persones soles el 13,2% de les quals corresponia a persones de 65 anys o més que vivien soles. El nombre mitjà de persones vivint en cada habitatge era de 2,73 i el nombre mitjà de persones que vivien en cada família era de 3,29.
Per edats la població es repartia de la següent manera: un 30,6% tenia menys de 18 anys, un 8,1% entre 18 i 24, un 26,6% entre 25 i 44, un 23,4% de 45 a 60 i un 11,3% 65 anys o més.
L'edat mediana era de 37 anys. Per cada 100 dones de 18 o més anys hi havia 107,2 homes.
La renda mediana per habitatge era de 24.265 $ i la renda mediana per família de 24.250 $. Els homes tenien una renda mediana de 20.750 $ mentre que les dones 20.625 $. La renda per capita de la població era de 8.616 $. Entorn del 36,8% de les famílies i el 47,5% de la població estaven per davall del llindar de pobresa.

## Poblacions més properes
El següent diagrama mostra les poblacions més properes.